# Phthirusa macrophylla
Phthirusa macrophylla är en tvåhjärtbladig växtart som först beskrevs av Kuijt, och fick sitt nu gällande namn av Kuijt. Phthirusa macrophylla ingår i släktet Phthirusa och familjen Loranthaceae. Inga underarter finns listade i Catalogue of Life.